# Gare de Machilly
La gare de Machilly est une gare ferroviaire française de la ligne de Longeray-Léaz au Bouveret. Elle est située au bourg centre de la commune de Machilly dans le département de la Haute-Savoie, en région Auvergne-Rhône-Alpes.
C'est une halte ferroviaire de la Société nationale des chemins de fer français (SNCF) desservie par les trains de la ligne L1 du RER transfrontalier Léman Express et des trains TER Auvergne-Rhône-Alpes.

## Situation ferroviaire
Établie à 525 mètres d'altitude, la gare de Machilly est située au point kilométrique (PK) 157,544 de la ligne de Longeray-Léaz au Bouveret, entre les gares ouvertes d'Annemasse (s'intercale la gare fermée de Saint-Cergues-Les Voirons) et de Bons-en-Chablais.

## Histoire
L'inauguration de la gare a lieu le 30 août 1880, à l'occasion de l'ouverture de la section entre Collonges-sous-Salève et Thonon-les-Bains.

## Service des voyageurs

### Accueil
Halte SNCF, elle dispose d'un bâtiment voyageurs, sans guichet, ouvert tous les jours. Elle est équipée d'automates pour l'achat de titres de transport.

### Desserte

#### Historique de la desserte
- Le 29 septembre 1996, création d'un train quotidien Évian-les-Bains - Valence via Annecy, Chambéry-Challes-les-Eaux et Grenoble (et retour).
- Le 20 novembre 2006, mise en service des rames automotrices à deux niveaux de la série Z 23500 de la SNCF entre Genève-Eaux-Vives et Évian-les-Bains.
- Le 8 décembre 2007, dernier jour de circulation du train quotidien Évian-les-Bains - Valence-Ville (et retour).
- Le 9 décembre 2007, mise en service de la première phase de l'horaire cadencé sur l'ensemble du réseau TER Rhône-Alpes et donc pour l'ensemble des circulations ferroviaires régionales.
- Le 27 novembre 2011, dernier jour de la circulation Genève-Eaux-Vives et Évian-les-Bains pour cause de fermeture provisoire de la gare des Eaux-Vives en vue du projet de la ligne CEVA
- Le 15 décembre 2019, La relation quotidienne Évian-les-Bains ↔ Lyon Part-Dieu (via Thonon-les-Bains - Annemasse - Bellegarde - Culoz - Ambérieu-en-Bugey) est limitée au tronçon Évian-les-Bains ↔ Bellegarde[3].
- Le 15 décembre 2019, mise en service des rames automotrices Léman Express entre Coppet et Évian-les-Bains (via Genève-Cornavin, Annemasse et Thonon-les-Bains).

#### Desserte actuelle
La gare de Machilly est desservie:
- par la ligne L1 du Léman Express sur la relation Coppet ↔ Évian-les-Bains via Genève-Cornavin, Annemasse et Thonon-les-Bains[4];

- par des TER Auvergne-Rhône-Alpes sur la relation Bellegarde ↔ Évian-les-Bains  via Annemasse et Thonon-les-Bains[2].

### Intermodalité
La route départementale 1 longe la gare. Un parc pour les vélos et un parking pour les véhicules y sont aménagés. La ligne de bus 7 et la ligne sur réservation TAD B des Transports annemassiens collectifs (TAC) desservent la gare, ainsi que les lignes de cars 141 et 151 du réseau Star't et le service de transport à la demande tpgFlex des Transports publics genevois (TPG).

## Galerie de photographies

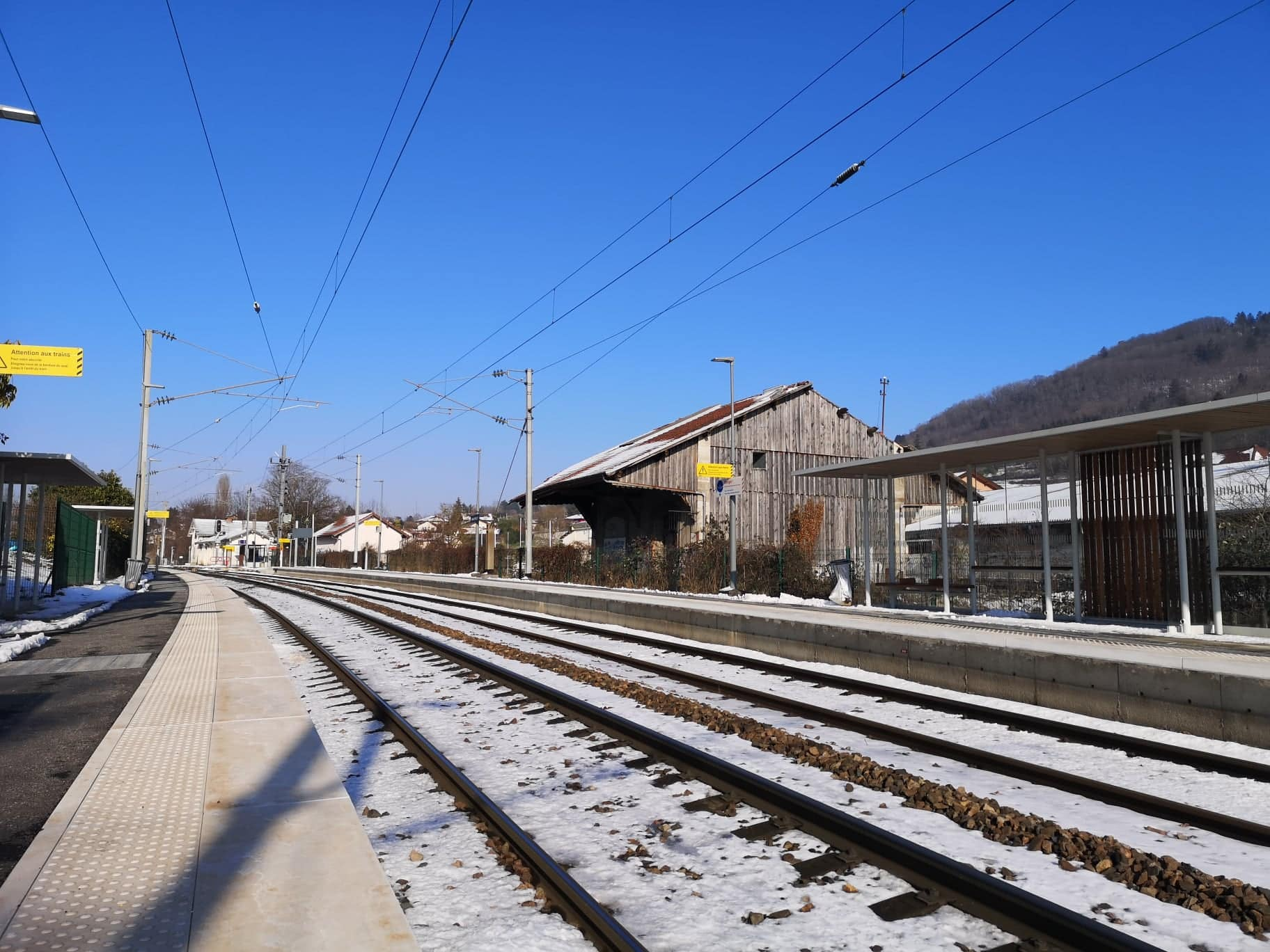
Voies et quais en hiver.
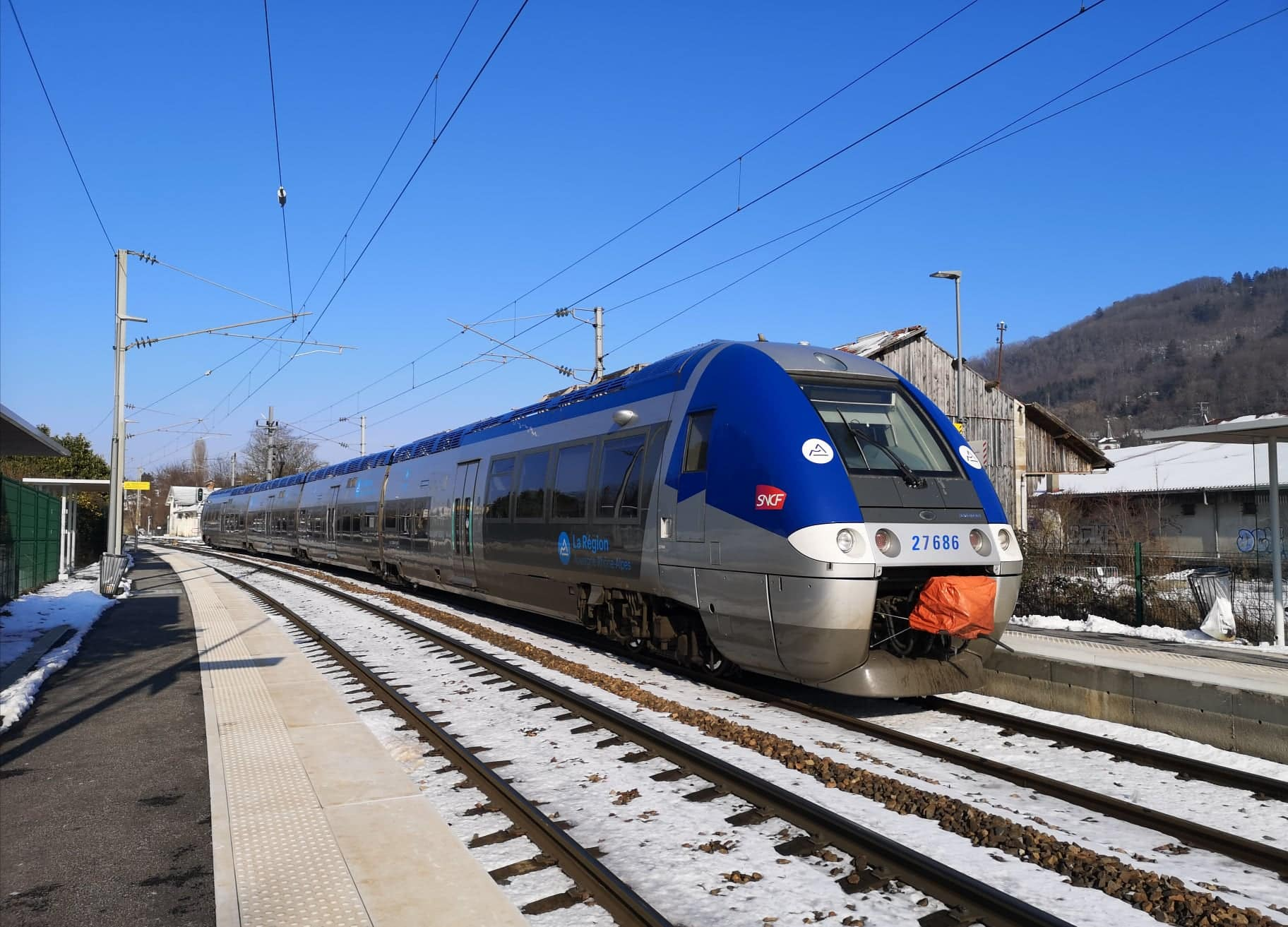
TER Auvergne-Rhône-Alpes assurant la relation Bellegarde-Évian.
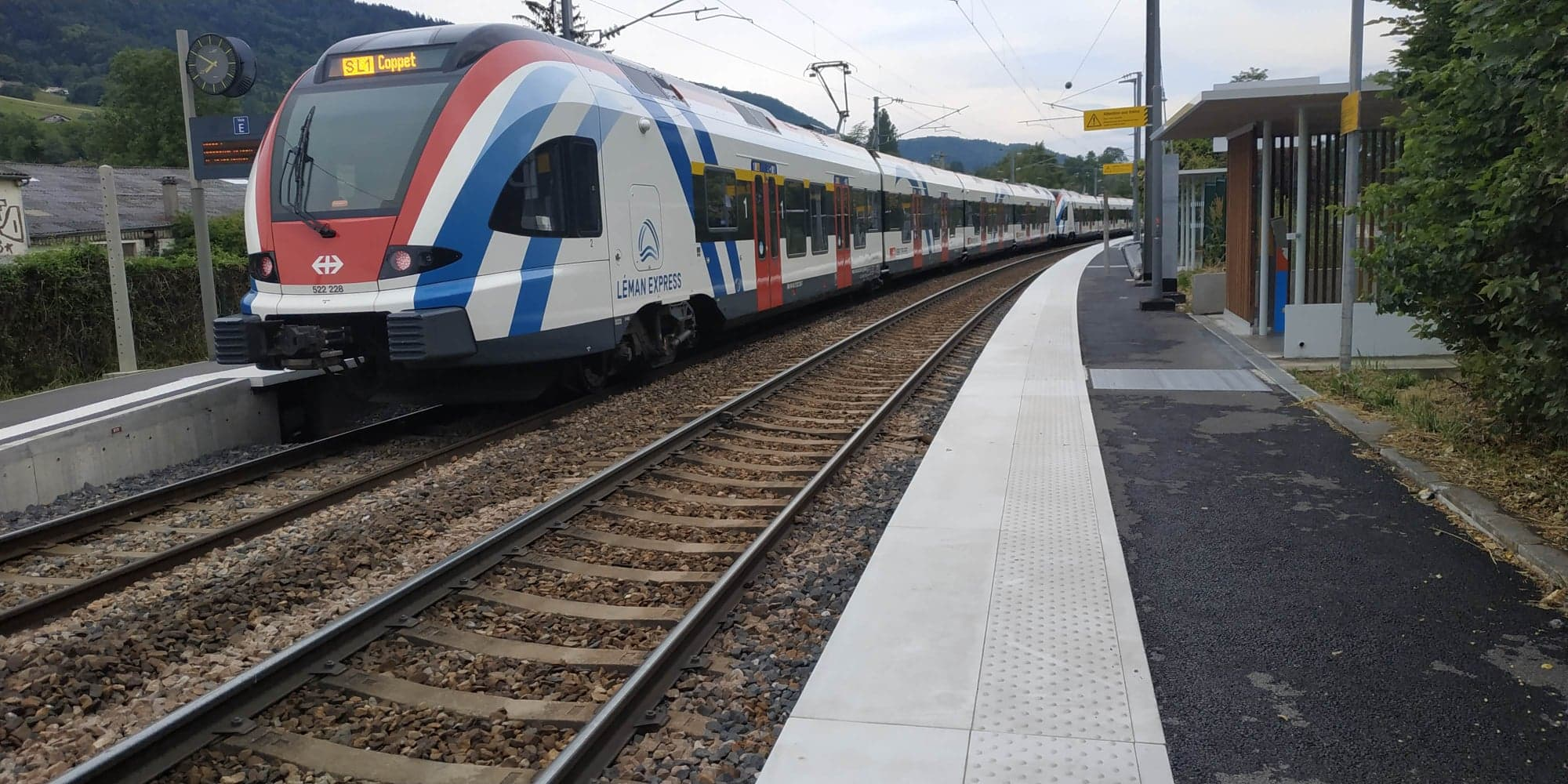
La gare de Machilly est desservie par la ligne L1 du Léman Express.